# Horoztepe

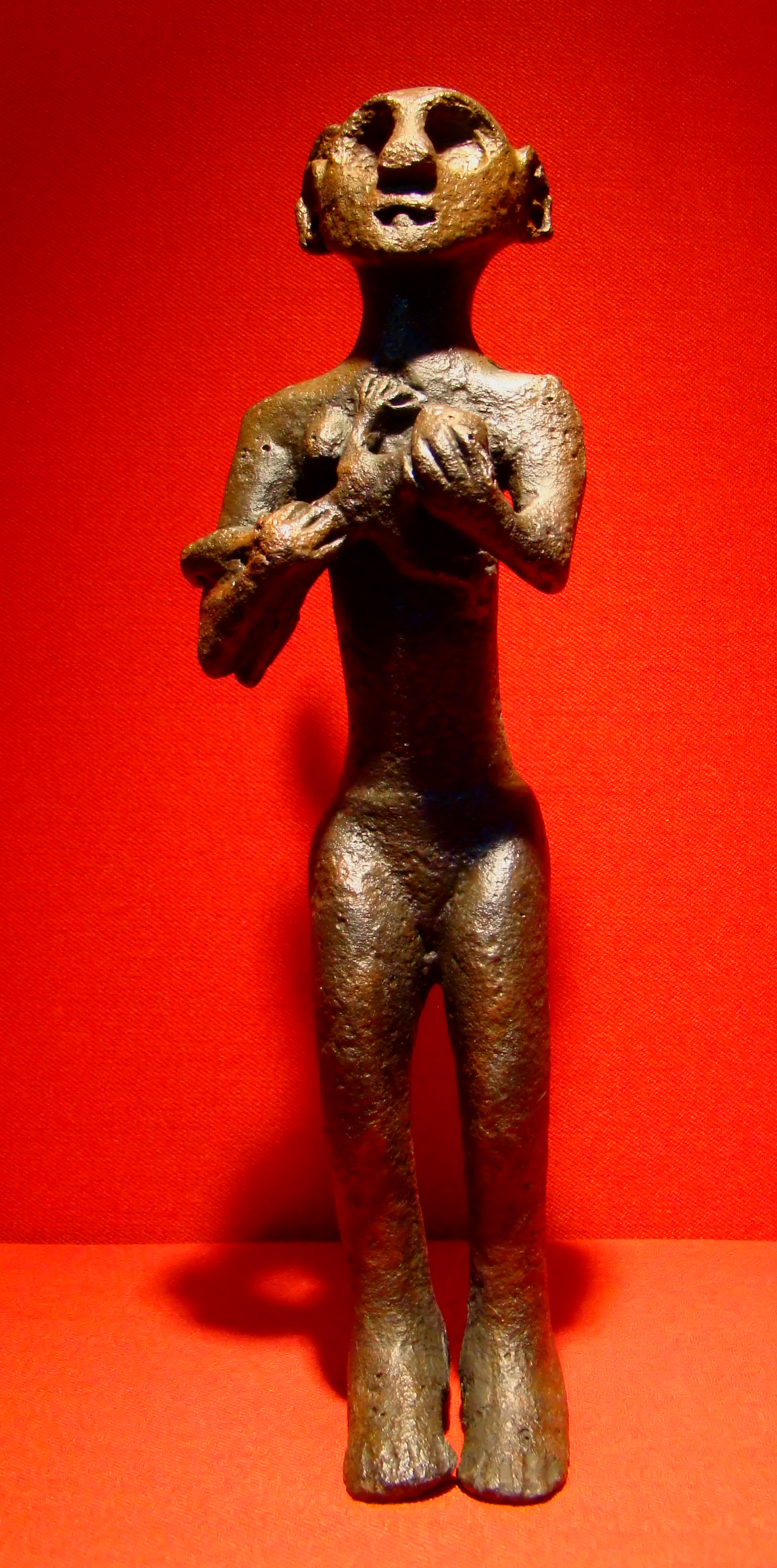
Figurine de bronze trouvée dans une tombe à Horoztepe.
Musée des civilisations anatoliennes d'Ankara.

Horoztepe est un site archéologique de Turquie situé au nord d'Amasya. Les fouilles archéologiques menées à partir de 1957 ont permis de mettre au jour deux tombes princières qui remontent probablement au XXIIIe et sont vraisemblablement contemporaines des tombes royales d'Alacahöyük.